# Jana Kirschner
Jana Kirschner (szül. Jana Kirschnerová) (Turócszentmárton, 1978. december 29. –) szlovák énekes–dalszerző.

## Pályafutása
Első, a nevét viselő albumát 1996-ban jelentette meg, de ez kevés visszhangot keltett. A második, V cudzom meste (Idegen városban) című tette széles körben ismertté Szlovákiában és később Csehországban; a címadó dal mellett például a Modrá (Kék), illetve Líška (Róka) című slágerekkel. 2004-ben Londonba költözött, ahonnan 2008-ban tért vissza Szlovákiába. A trencséni Pohoda fesztiválon csaknem minden évben fellép.
Több film főcímdalát énekli: Vladimír Balko 2009-es Pokoj v duši (Egy fájó szív nyugalma, Mokos Attila főszereplésével), valamint Teodor Kuhn Ostrým nožom (Éles késsel) című 2019-es filmjének Dunaj (Duna) című, valamint a 2021-ben bemutatásra kerülő Szlávok (Slovania) című 12 részes, fantasy elemekkel ötvözött történelmi kalandfilm-sorozat Láska neumiera című főcímdalát is, utóbbit Štefan Štec közreműködésével.

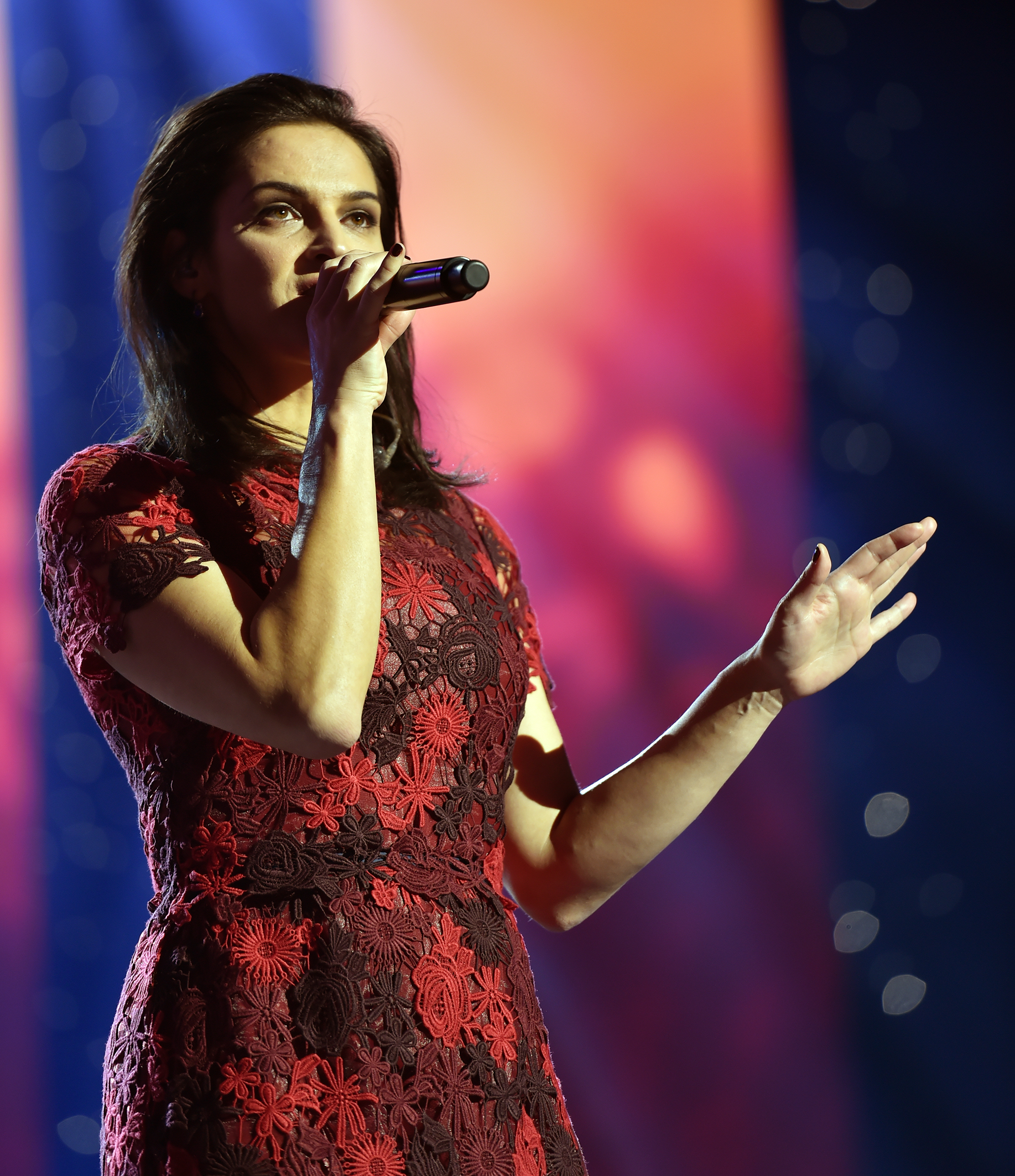
2017 januárjában

## Albumok
- Jana Kirschner (1997)
- V cudzom meste (1999)
- Pelikán (2002)
- Veci čo sa dejú (2003)
- Shine (2007) – angol nyelven[3]
- Krajina rovina (2010)
- Moruša: Biela (2013)
- Moruša: Čierna (2014)
- Moruša: Remixed (2015)
- Živá (2017)

## Díjak, elismerések
Az 1990-es évek végétől kezdve számos országos zenei díjat nyert el hazájában.
- Arany Csalogány (2002)[7]

## Családja
Párjával, Eddie Stevens-szel és két lányukkal a 2010-es évek végétől Londonban él.

## Fordítás
- Ez a szócikk részben vagy egészben  a   Jana Kirschner című angol Wikipédia-szócikk ezen változatának fordításán alapul.  Az eredeti cikk szerkesztőit annak laptörténete sorolja fel. Ez a jelzés csupán a megfogalmazás eredetét és a szerzői jogokat jelzi, nem szolgál a cikkben szereplő információk forrásmegjelöléseként.